# Письмо из Бирмингемской тюрьмы

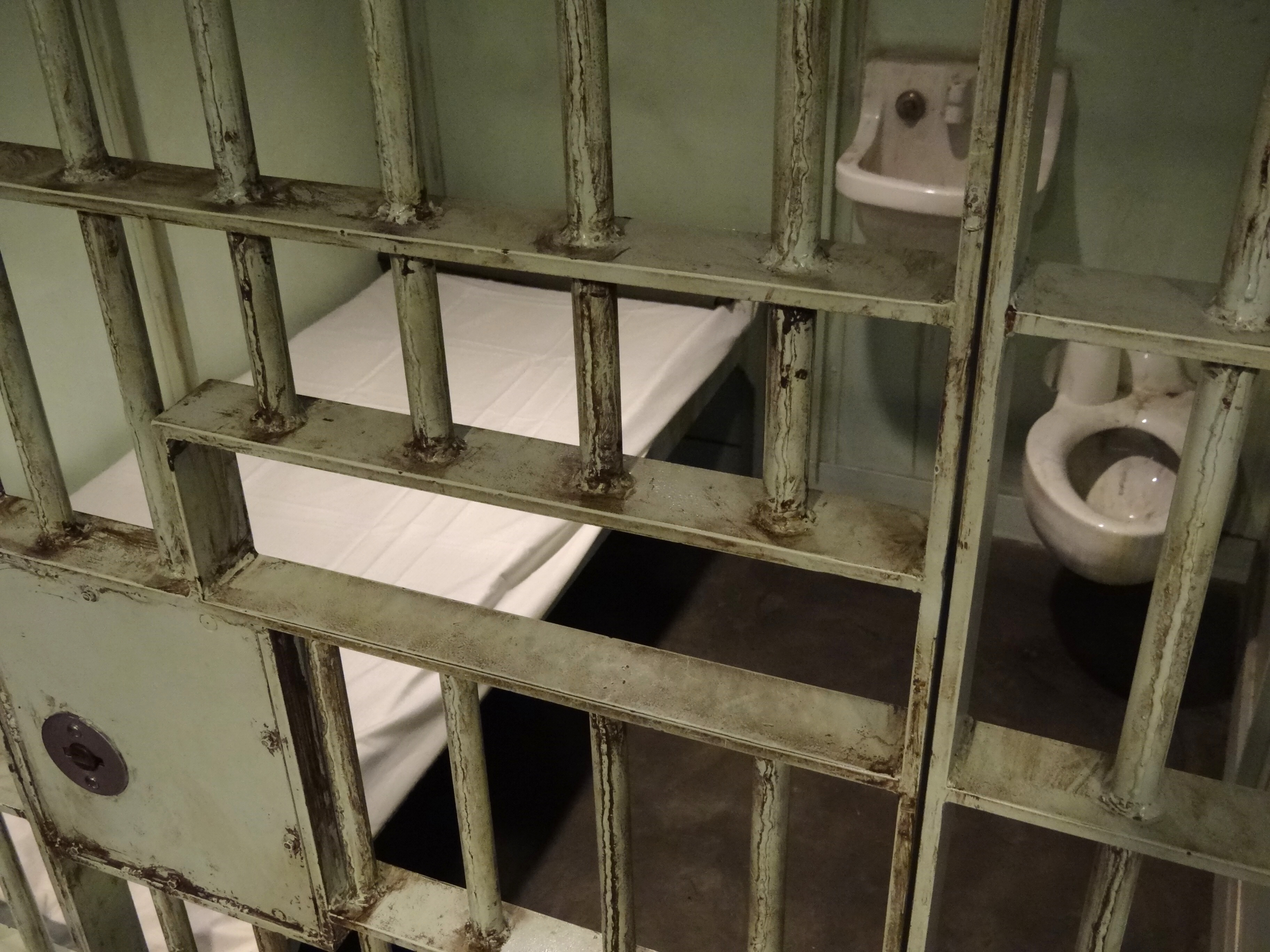
Воссозданая камера Мартина Лютера Кинга в тюрьме Бирмингема в Национальном музее гражданских прав

«Письмо из Бирмингемской тюрьмы» (англ. Letter from Birmingham Jail) — открытое письмо, написанное 16 апреля 1963 года Мартином Лютером Кингом. В письме говорится, о моральной ответственности за борьбу с несправедливыми законами, в том числе с использованием прямых действий, которые противопоставляются пассивному ожидания справедливого решения суда. Отвечая на обвинения в дестабилизации обстановки со стороны «приезжих агитаторов», Кинг пишет: «Проявление несправедливости в одном месте — это угроза справедливости везде».
Письмо было написано в ответ на «Призыв к единству» во время Бирмингемской кампании 1963 года, было широко опубликовано и стало важным текстом Американского движения за гражданские права.

## Предыстория
Бирмингемская кампания началась 3 апреля 1963 года с скоординированных маршей и сидячих забастовок против расизма и расовой сегрегации в Бирмингеме, штат Алабама. Ненасильственная кампания координировалась Алабамским христианским движением за права человека (ACMHR) и возглавляемой Кингом Конференцией христианских лидеров Юга (SCLC). 10 апреля окружной судья У. А. Дженкинс-Мл. вынес общий запрет на «шествие, демонстрацию, бойкот и пикетирование». Лидеры кампании заявили, что не будут подчиняться постановлению. 12 апреля Кинг был арестован вместе с активистом SCLC Ральфом Абернати, официальным лицом ACMHR и SCLC Фредом Шаттлсвортом и другими участниками марша.
Кинга встретили в тюрьме Бирмингема в необычно суровых условиях. Союзник тайно пронёс газету от 12 апреля, которая содержала «Призыв к единству», заявление восьми белых священнослужителей Алабамы против Кинга и его методов. Это письмо побудило Кинга написать ответ газете. Позже Кинг напишет в книге «Почему мы не можем ждать»: «Начавшись на полях газеты, в которой было опубликовано заявление, письмо продолжалось на обрывках писчей бумаги, предоставленных дружественным чернокожим тюремным старшиной, и закончилось в блокноте, который в итоге адвокатам удалось мне оставить». Уолтер Рейтер, президент United Auto Workers, выделил 160 000 долларов на помощь Кингу и другим заключённым протестующим.

## Содержание письма
Письмо Кинга является ответом на несколько критических замечаний, сделанных священнослужителями в статье «Призыва к единству». Они признавали существование социальной несправедливости, но утверждали, что борьба с расовой сегрегацией должна вестись исключительно в судах, а не на улицах. Как священнослужитель, Кинг ответил на религиозную критику. Как активист, бросающий вызов укоренившейся социальной системе, Кинг рассуждал о вопросах законности и политики, приводил исторические аналогии. Как афроамериканец, он говорил об угнетении чернокожих людей, включая его самого. Как оратор, он использовал множество приёмов убеждения, чтобы проникнуть в сердца и умы своей аудитории. Письмо Кинга было убедительной защитой идей, тактики и целей Бирмингемской кампании и Движения за гражданские права в целом.
Кинг начинает письмо с ответа на критику, в которой он и поддерживающие его активисты названы «чужаками», вызывающими беспорядки на улицах Бирмингема. Кинг сослался на свою ответственность как лидера Конференцией христианских лидеров Юга, имеющей множество дочерних организаций в южных штатах. «Я был приглашён» нашей дочерней организацией в Бирмингеме «потому что здесь царит несправедливость», город является наиболее расово сегрегированным в стране, известным жестокой полицией, несправедливыми судами и множеством «нераскрытых взрывов негритянских домов и церквей». Упомянув, что все сообщества и штаты взаимосвязаны, Кинг утверждает: «Проявление несправедливости в одном месте — это угроза справедливости везде. Мы стянуты неразрывными нитями взаимосвязей, облечены в единое одеяние судьбы. То, что непосредственно затрагивает одного из нас, косвенно затрагивает всех остальных… Любой, кто живёт в Соединённых Штатах, никогда не может считаться чужаком где-либо в пределах границ страны». Кинг также предупредил, что, если белые люди отвергнут его ненасильственных активистов, преподнесут их как агитаторов-подстрекателей, это может подстегнуть миллионы афроамериканцев «искать утешения и безопасности в идеологиях черных националистов, которые неизбежно приведут к пугающему расовому кошмару».
Священнослужители также не одобряли напряжённость, создаваемую публичными действиями, такими как сидячие забастовки и марши. Кинг подтвердил, что он и его товарищи по демонстрации действительно использовали ненасильственные прямые действия, чтобы создать «конструктивную» напряжённость.  Это напряжение было предназначено для того, чтобы заставить белые власти вести конструктивные переговоры, без которых настоящие гражданские права не могут быть достигнуты. Ссылаясь на предыдущие неудачные переговоры, Кинг писал, что у чёрного сообщества не осталось «альтернативы». «Из болезненного опыта мы знаем, что угнетатель никогда не дарует свободу добровольно; угнетённые должны требовать её». 
Священнослужители также не одобрили сроки проведения публичных акций. В ответ Кинг сказал, что недавние решения SCLC отложить свои усилия по тактическим причинам показали его ответственность. Он также упоминает уроки истории, которые говорят, что «подождать» почти всегда означало «никогда». Заявляя, что афроамериканцы достаточно долго ждали данных Богом и конституционных прав, Кинг утверждает, что «правосудие, слишком надолго отложенное, равнозначно отменённому правосудию». Перечисляя многочисленные несправедливости по отношению к чернокожему населению, включая себя самого, Кинг говорит: «Возможно, тем, кто никогда не испытывал острых ударов сегрегации, легко сказать: „Подождите“». Также Кинг также посетовал на «миф о времени», популярный среди умеренных белых, согласно которому продвижение к равноправию неизбежно и поэтому напористый активизм не нужен. Кинг назвал «трагическим заблуждением» идею о том, простой ход времени «неизбежно излечит все болезни». Прогресс требует не только времени, но и «неустанных усилий» преданных делу людей доброй воли.
Против утверждения священнослужителей о том, что демонстрации незаконны, Кинг утверждает, что гражданское неповиновение не только оправдано перед лицом несправедливых законов, но также необходимо и даже патриотично:

Ответ заключается в том факте, что имеется два типа законов: справедливые и несправедливые. Я буду первым, кто выступит за соблюдение справедливых законов. Человек несёт не только юридическую, но и моральную ответственность за соблюдение справедливых законов. И наоборот, неповиновение несправедливым законам — наш нравственный долг. Я согласен с Августином Блаженным, что "несправедливый закон — это и не закон вовсе
Оригинальный текст (англ.)The answer lies in the fact that there are two types of laws: just and unjust. I would be the first to advocate obeying just laws. One has not only a legal but a moral responsibility to obey just laws. Conversely, one has a moral responsibility to disobey unjust laws. I would agree with St. Augustine that "an unjust law is no law at all.

Предвидя возражение, что не каждый может судить о справедливости законов, Кинг цитирует христианского богослова Фому Аквинского, утверждавшего, что любой закон, не основанный на «вечном законе и естественном законе», несправедлив, в то время как любой закон, который «возвышает человеческую личность», справедлив. Сегрегация подрывает человеческую личность, следовательно, несправедлива. Более того:

Я утверждаю, что человек, нарушающий закон, о котором его совесть говорит, что он несправедлив, и добровольно принимающий наказание, отправляясь в тюрьму, чтобы пробудить в обществе осознание несправедливости происходящего, в действительности выражает высочайшее уважение к закону.
Оригинальный текст (англ.) I submit that an individual who breaks a law that conscience tells him is unjust, and who willingly accepts the penalty of imprisonment in order to arouse the conscience of the community over its injustice, is in reality expressing the highest respect for law.

Кинг цитирует Мартина Бубера и Пола Тиллиха, приводя примеры из прошлого и настоящего того, что делает законы справедливыми или несправедливыми: «Закон является несправедливым, если он применяется к меньшинству, которое в результате отказа в праве голоса не имело участие в принятии или разработке закона». Нарушение закона, который относится к одной группе людей иначе, чем к другой, не является морально неправильным. Алабама использовала «всевозможные изощрённые методы», чтобы лишить своих чернокожих граждан их права голоса и, таким образом, сохранить свои несправедливые законы и широкую систему превосходства белых. Законы о сегрегации аморальны и несправедливы, «потому что сегрегация искажает душу и наносит вред личности. Это даёт сегрегатору ложное чувство превосходства, а сегрегируемым — ложное чувство неполноценности». Даже некоторые справедливые законы, такие как требования о разрешении на публичные шествия, несправедливы, когда они используются для поддержания несправедливой системы.
Кинг ответил на обвинение в том, что Движение за гражданские права было «экстремистским» — сначала оспорив ярлык, а затем приняв его. По сравнению с другими движениями того времени Кинг считает себя умеренным. Однако из-за своей преданности делу Кинг называл себя экстремистом. Иисус и другие великие реформаторы были экстремистами: «Итак, вопрос не в том, будем ли мы экстремистами, а в том, какими экстремистами мы будем. Будем ли мы экстремистами из ненависти или из любви?» Рассуждения Кинга об экстремизме косвенно является ответом на многочисленные «умеренные» возражения против продолжающегося движения за права, такие как заявление президента США Дуайта Эйзенхауэра о том, что он не может встретиться с лидерами движения за гражданские права, поскольку это тогда потребует от него также встретиться с ку-клус-клановцами.
Кинг выразил общее недовольство как белыми умеренными, так и некоторыми «противоборствующими силами в негритянском сообществе». Он писал, что белые умеренные, включая духовенство, представляют собой проблему, сравнимую с проблемой сторонников превосходства белых: «Поверхностное понимание со стороны людей доброй воли расстраивает больше, чем абсолютное непонимание со стороны недоброжелателей. Прохладное признание сбивает с толку больше, чем откровенный отказ». Кинг утверждал, что белая церковь должна занять принципиальную позицию, иначе она рискнет быть «отвергнутой как нерелевантный социальный клуб». Что касается чёрного сообщества, Кинг пишет, что нам не нужно следовать «ни бездействию самодовольных, ни ненависти и отчаянию чёрных националистов».
В заключении Кинг подверг критике похвалу священнослужителей полиции Бирмингема за «спокойные действия» по поддержанию порядка. Недавние публичные примеры ненасилия со стороны полиции резко контрастируют с их типичным обращением с чернокожими, и подобным образом помогают «сохранить порочную систему сегрегации». Было бы неправильно использовать безнравственные средства для достижения нравственных целей, но также неправильно «использовать нравственные средства для достижения безнравственных целей». Вместо полиции Кинг похвалил ненасильственных демонстрантов в Бирмингеме «за их возвышенное мужество, их готовность страдать и их удивительную дисциплину в условиях провокации. Однажды Юг признает своих настоящих героев».

## Публикация

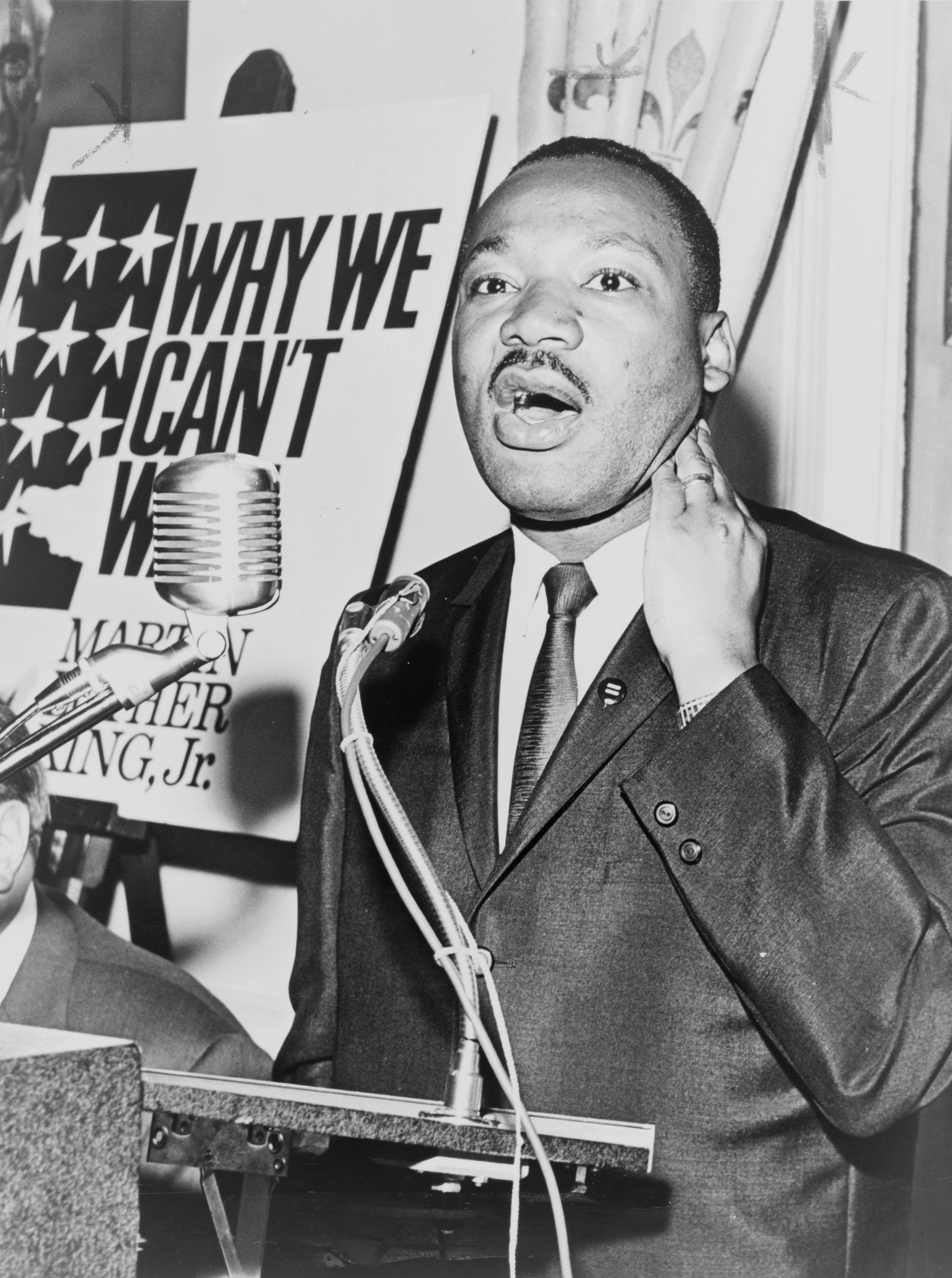
Кинг презентует книгу Why We Can’t Wait.

Кинг написал первую часть письма на полях газеты, которая была единственной доступной ему бумагой. Затем он написал продолжение на клочках бумаги, переданных ему доверенным другими заключёнными, которые затем удалось передать через адвокатов в штаб-квартиру движения, где пастор Уятт Ти Уокер и его секретарь Уилли Перл Макки начали составлять и редактировать литературный пазл. В конце концов Кинг смог закончить письмо на блокноте, который его адвокатам разрешили оставить в камере.
Редактор The New York Times Magazine Харви Шапиро попросил Кинга написать его письмо для публикации в журнале, но Times решила не публиковать его. Обширные выдержки из письма были опубликованы без согласия Кинга 19 мая 1963 года в New York Post Sunday Magazine. Письмо было впервые опубликовано как «Письмо из Бирмингемской тюрьмы» в июньском выпуске журнала Liberation , выпуске The Christian Century от 12 июня 1963 года и выпуске The New Leader от 24 июня 1963 года. С наступлением лета письмо приобрело большую популярность, и его перепечатали в августовском выпуске The Atlantic Monthly под заголовком «Негр — твой брат».  Кинг включил полную версию текста в свою книгу 1964 года «Почему мы не можем ждать». 
В 2019 году сенатор Дуг Джонс (демократ из Алабамы) положил традицию ежегодного двухпартийного чтения письма Мартина Лютера Кинга в Сенате США и передал обязательство продолжить чтения сенатору Шерроду Брауну (демократ из Огайо).